# Laguna (Santa Catarina)
Laguna – miasto i gmina w Brazylii, w stanie Santa Catarina. Znajduje się w mezoregionie Sul Catarinense i mikroregionie Tubarão. Miasto było w 1839 roku stolicą państwa Republika Juliana.

## Miasta partnerskie
- Rawenna, Włochy